# Prehistorisch Egypte
| Prehistorisch Egypte pre–3100 v. Chr. |
| Oude Egypte Proto-dynastieke periode 3200-3032 v.Chr. Vroeg-dynastieke periode 3032–2686 v. Chr. Oude Rijk 2686–2181 v. Chr. Eerste tussenperiode 2181–2055 v. Chr. Middenrijk 2055–1650 v. Chr. Tweede tussenperiode 1650–1550 v. Chr. Nieuwe Rijk 1550–1069 v. Chr. Derde tussenperiode 1069–664 v. Chr. Late periode 664–332 v. Chr. |
| Grieks Egypte 332–30 v. Chr. Alexandrijnse Oorlog 48 v. Chr. |
| Romeins Egypte 30 v. Chr.–640 CE |
| Vroeg-islamitisch Egypte 640-1517 Kruisvaardersinvasie van Egypte 1154-1169 |
| Ottomaans Egypte 1517–1867 Franse bezetting 1798–1801 Semi-autonome provincie 1801-1882 Kedivaat Egypte 1867–1914 |
| Modern Egypte Britse overheersing 1882–1953 Sultanaat Egypte 1914–1922 Egyptische Revolutie van 1919 Koninkrijk Egypte 1922–1953 Egyptische Revolutie van 1952 |
| Republiek 1953–nu Vrije Officieren en Nasser 1952-1970 Verenigde Arabische Republiek 1958–1961 Verenigde Arabische Staten 1958–1961 Egypte onder Sadat 1970-1981 Egypte onder Moebarak 1981-2011 Egyptische Revolutie van 2011 Protesten en staatsgreep in 2013                                                                         |
| Portaal Geschiedenis Portaal Egypte |

De prehistorie van Egypte loopt tot ca. 3000 v.Chr., toen in het oude Egypte het koningschap werd ingesteld en het land werd verenigd onder één koningshuis, dat van de farao.
Egypte -althans de Nijldelta en de oevergebieden van de Nijl - werd al vroeg bevolkt. Dit tijdvak van Egypte begint met het Paleolithicum (ca. 500.000 / 300.000 - 10.000 v.Chr.) en eindigt met het einde van de Naqadacultuur (ca. 4400 - 3000 v.Chr.). In dit tijdvak zien we diverse culturen opkomen die met elkaar concurreren om de macht. De culturen van Boven-Egypte zijn beter onderzocht dan die van Beneden-Egypte, omdat in de Nijldelta van Beneden-Egypte door klimatologische en geologische factoren minder archeologisch materiaal bewaard is gebleven.

## Early Stone Age
De Afrikaanse Early Stone Age, of oude steentijd, duurde van 2,5 miljoen tot 130.0000 jaar geleden. Toen en in de daaropvolgende Middle Stone Age, welke eindigde rond 50 tot 25.000 jaar geleden, bestond er al menselijk leven in het Nijldal. Er zijn in de buurt van Thebe in Boven-Egypte vuurstenen vuistbijlen gevonden van vóór 100.000 v.Chr.

## Laatpaleolithicum
In het laatpaleolithicum vond er vanaf ca. 35-30.000 BP een terugmigratie van moderne mensen vanuit West-Azië plaats. Tussen ca. 25.000 en 10.000 v.Chr. werd Egypte een cultuurgebied met een eigen karakter. 
Na een periode van grote droogte trokken jagers-verzamelaars uit de savannes van de Sahara naar het Nijldal, waar ze nederzettingen bouwden en ook van visvangst leefden. Er zijn, naast maaltijdresten, klingen en splinters van stenen werktuigen, zoals messen, pijlen, speren, hengels en harpoenen, gevonden, die wijzen op een enorme technische vooruitgang. De gevonden maaltijdresten laten zien, dat er voedsel, zoals vis, gedroogd en geconserveerd werd. Er werden plannen gemaakt voor de voedselvoorziening en overschotten werden opgeslagen. Het aantal vindplaatsen wijst op een bevolkingstoename, die mogelijk was geworden door de half-sedentaire levenswijze.

## Epipaleolithicum
Vanaf ca. 10.000 v. Chr. was er sprake van een ingrijpende klimaatverandering. Grote, soms buitengewoon grote overstromingen waren het gevolg van een toename van de vochtigheid in het Nijldal. De verhoogde neerslag zorgde ervoor dat aangrenzende woestijngebieden bewoonbaar werden. De Sahara werd opnieuw bewoond, wat in het 8e en 7e millennium v.Chr. tot ingrijpende vernieuwingen leidde. De half-sedentaire jager-verzamelaars vergaarden zaden van wilde grassen, maar de domesticatie van het rund schijnt toch onder hen plaats te hebben gevonden. Er was onderlinge wisselwerking tussen Noordoost-Afrika en West-Azië, waardoor technische, economische en sociale vernieuwingen een nieuw tijdperk in de geschiedenis inluidden.
Rond het midden van het Epipaleolithicum migreerden bevolkingsgroepen vanuit de Sahara, de Boven-Nijl en Zuidwest-Azië naar Egypte. Vanaf ca. 7000 v.Chr. vestigden deze zich in de Nijldelta en de benedenloop van de Nijl.

### Neder-Nubië
Analyse van pollen dat gevonden is bij archeologische vindplaatsen van de Esnacultuur in Egypte heeft aangetoond, dat zij naast graan ook andere gewassen verzorgden. Daarnaast vonden archeologen ook wilde exemplaren van moderne planten. Volgens één hypothese leidde deze sedentaire (niet-nomadische) levenswijze tot oorlogen, wat negatieve gevolgen had voor de landbouw en uiteindelijk het einde betekende van deze culturen.
Er zijn een twintigtal archeologische vindplaatsen in Neder-Nubië die behoren tot de Qadancultuur. Deze cultuur kenmerkte zich door het verzorgen van wilde granen langs de Nijl, hoewel een doelbewust zaaien niet is aangetoond. Deze groep mensen kwam uit het gebied van de Westelijke Oases dat ten gevolge van klimatologische veranderingen begon uit te drogen.

## Neolithicum
Vanaf het 6e millenium v.Chr. ontstond in de oostelijke Sahara het pastoraal neolithicum. Voortdurende uitdroging van de oases dreef deze vroege herders ertoe om zich permanent rond de Nijl te vestigen. Vanaf 6.000 v.Chr. is er sprake van kleine nederzettingen. De cultuur kenmerkte zich doordat de doden werden begraven vlakbij en soms zelfs in de nederzettingen.
Overblijfselen uit het 6e millennium v.Chr. bij el-Kab in de Fajoemoase en bij Helwan laten zien dat de levenswijze niet veel afweek van het late Paleolithicum. Een nieuwe golf van droogten in het 7e en 6e millennium v.Chr. dreef bewoners van de randgebieden van de Sahara weer het Nijldal in, waar de eerste neolithische beschavingen in Egypte opdoken.

### Neder-Egypte
De vroegst bekende neolithische culturen in Egypte zijn aangetroffen in Marimda Banī Salāma, aan de zuidwestelijke rand van de Nijldelta, en verder naar het zuidwesten, in Al-Fayyūm. Archeologische vondsten die zijn gedaan in Marimda Banī Salāma dateren uit het 6e-5e millennium v.Chr., ten tijde van de landbouw-revolutie in het Midden-Oosten.

### Opper-Egypte
De Badaricultuur liep van ca. 5000 - 4000 v.Chr. en in deze periode werd al aardewerk vervaardigd en metaal bewerkt. Deze cultuur was de meest dynamische van haar tijd, maar zeker niet de enige. Ze bevond zich in Midden-Egypte en was ontstaan uit een mengeling van verschillende culturen. Meer noordelijk bestond van ca. 4500-3500 de Fajoemcultuur.

## Bronstijd

### Pre-dynastieke periode
De pre-dynastieke periode wordt ingedeeld in drie fasen, namelijk Naqada I, Naqada II en Naqada III. De periodes zijn vernoemd naar de stad Naqada, waar archeologen verschillende bewoningslagen hebben blootgelegd. Deze lagen zijn voor het eerst in deze stad ontdekt; pas later zijn ze ook in andere oude steden gevonden.
De laatste fase, Naqada III, wordt ook de Proto-dynastieke periode genoemd.

## Eerste historische dynastie

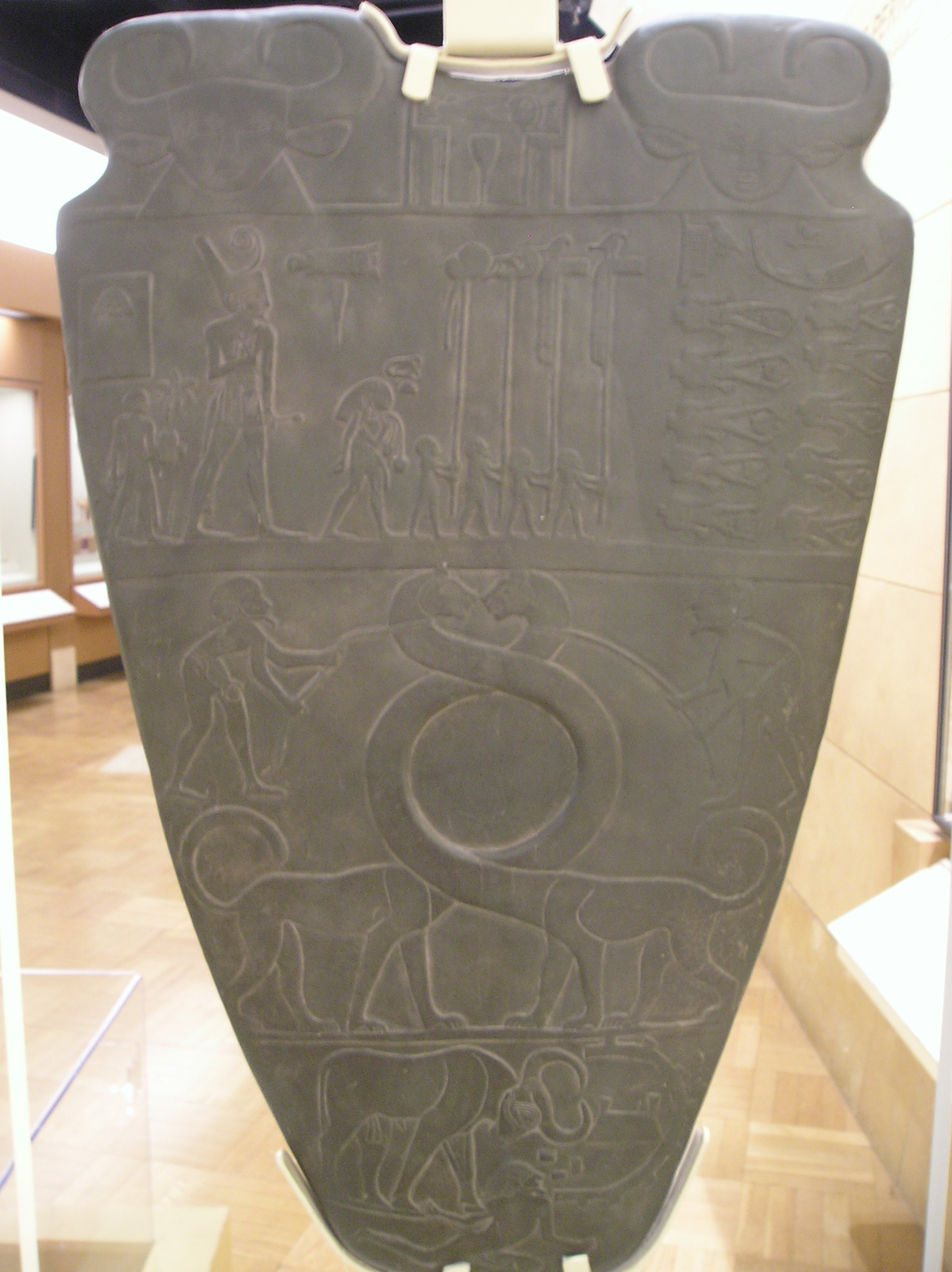
Het Narmerpalet herdenkt de vereniging van Boven- en Beneden-Egypte onder één heerser, Narmer

In ca. 3000 v.Chr. veroverden de koninkrijken uit het zuiden die uit het noorden en werd Egypte een eenheid, waarbij één heersersfamilie het gehele land regeerde. In deze tijd ontwikkelde en verspreidde het hiërogliefenschrift zich en gebruikte men reeds de Egyptische kalender met 365 dagen in een jaar. Op de kalender werden niet alleen belangrijke gebeurtenissen uit de geschiedenis bijgehouden, maar werden eveneens de hoogtes van de Nijloverstromingen genoteerd.
Historici hebben de 27 eeuwen vanaf de eerste dynastie verdeeld in periodes, verwijzend naar het feit dat Egypte soms verenigd was in één rijk (vroeg-dynastieke periode, Oude Rijk, Middenrijk, enz.) en Tussenperiodes waarin dit niet het geval was.